# Arctopora pulchella
Arctopora pulchella là một loài Trichoptera trong họ Limnephilidae. Chúng phân bố ở miền Tân bắc.